# Долхешть (комуна, Ясси)
Долхешть, Долхешті (рум. Dolhești) — комуна у повіті Ясси в Румунії. До складу комуни входять такі села (дані про населення за 2002 рік):
- Бредічешть (1148 осіб)
- Долхешть (719 осіб)
- П'єтріш (974 особи)

Комуна розташована на відстані 304 км на північний схід від Бухареста, 38 км на південний схід від Ясс.

## Населення
За даними перепису населення 2002 року у комуні проживала 2841 особа.
Національний склад населення комуни:
| Національність | Кількість осіб | Відсоток |
| -------------- | -------------- | -------- |
| румуни         | 2692           | 94,8%    |
| цигани         | 147            | 5,2%     |
| угорці         | 1              | < 0,1%   |
| українці       | 1              | < 0,1%   |

Рідною мовою назвали:
| Мова      | Кількість осіб | Відсоток |
| --------- | -------------- | -------- |
| румунська | 2837           | 99,9%    |
| угорська  | 2              | 0,1%     |
| циганська | 2              | 0,1%     |

Склад населення комуни за віросповіданням:
| Релігія     | Кількість осіб | Відсоток |
| ----------- | -------------- | -------- |
| православні | 2752           | 96,9%    |
| адвентисти  | 71             | 2,5%     |
| лютерани    | 5              | 0,2%     |

## Зовнішні посилання
- Дані про комуну Долхешть на сайті Ghidul Primăriilor [Архівовано 20 жовтня 2010 у Wayback Machine.]